# Wafaa Diqa Hamzé
Wafaa Diqa Hamzé est une femme politique libanaise.
Spécialiste en questions agricoles et en développement rural, haut fonctionnaire au ministère libanais de l’Agriculture, elle représenta le Liban dans de nombreuses réunions de la FAO (Organisation des Nations unies pour l'alimentation et l'agriculture).
Proche du Président du parlement Nabih Berri, elle entre au gouvernement de Omar Karamé en octobre 2004, comme ministre d’État chargée des Affaires parlementaires. Avec Leila Solh Hamadé, elle est la première femme libanaise dans l’histoire à faire partie d’un gouvernement.